# Beta termodinàmica

Escala de conversió de temperatura/fredor SI : les temperatures a escala Kelvin es mostren en blau (escala Celsius en verd, escala Fahrenheit en vermell), els valors de fredor en gigabyte per nanojoule es mostren en negre. La temperatura infinita (fredor zero) es mostra a la part superior del diagrama; els valors positius de fred/temperatura es troben a la dreta, els valors negatius a l'esquerra.

En termodinàmica estadística, la beta termodinàmica, també coneguda com a fredor, és el recíproc de la temperatura termodinàmica d'un sistema: {\displaystyle \beta ={\frac {1}{k_{\rm {B}}T}}} (on T és la temperatura i kB és constant de Boltzmann).
La beta termodinàmica té unitats recíproques a la de l'energia (en unitats SI, joules recíprocs, {\displaystyle [\beta ]={\textrm {J}}^{-1}}). En unitats no tèrmiques, també es pot mesurar en byte per joule, o més convenientment, gigabyte per nanojoule; 1 K−1 és equivalent a uns 13.062 gigabytes per nanojoule; a temperatura ambient: T = 300K, β ≈ 44 GB/nJ ≈ 39 eV−1 ≈ 2,4×1020 J−1. El factor de conversió és 1 GB/nJ = {\displaystyle 8\ln 2\times 10^{18}} J−1.

## Descripció
La beta termodinàmica és essencialment la connexió entre la teoria de la informació i la interpretació mecànica estadística d'un sistema físic mitjançant la seva entropia i la termodinàmica associada a la seva energia. Expressa la resposta de l'entropia a un augment d'energia. Si s'afegeix una petita quantitat d'energia al sistema, aleshores β descriu la quantitat que el sistema atorgarà.
Mitjançant la definició estadística de la temperatura en funció de l'entropia, la funció de fredor es pot calcular en el conjunt microcanònic a partir de la fórmula
{\displaystyle \beta ={\frac {1}{k_{\rm {B}}T}}\,={\frac {1}{k_{\rm {B}}}}\left({\frac {\partial S}{\partial E}}\right)_{V,N}}
(és a dir, la derivada parcial de l'entropia S respecte a l'energia E a volum constant V i nombre de partícules N).

### Avantatges
Tot i que el contingut conceptual és completament equivalent a la temperatura, β es considera generalment una quantitat més fonamental que la temperatura a causa del fenomen de la temperatura negativa, en què β és contínua quan creua zero mentre que T té una singularitat.
A més, β té l'avantatge de ser més fàcil d'entendre causalment: si s'afegeix una petita quantitat de calor a un sistema, β és l'augment d'entropia dividit per l'augment de calor. La temperatura és difícil d'interpretar en el mateix sentit, ja que no és possible "Afegir entropia" a un sistema excepte indirectament, modificant altres magnituds com la temperatura, el volum o el nombre de partícules.

## Interpretació estadística
Des del punt de vista estadístic, β és una magnitud numèrica que relaciona dos sistemes macroscòpics en equilibri. La formulació exacta és la següent. Considereu dos sistemes, 1 i 2, en contacte tèrmic, amb energies respectives E1 i E2. Suposem que E1 + E2 = alguna constant E. El nombre de microestats de cada sistema es denotarà amb Ω1 i Ω2. Sota els nostres supòsits Ω i només depèn d'E i. També assumim que qualsevol microestat del sistema 1 compatible amb E 1 pot coexistir amb qualsevol microestat del sistema 2 compatible amb E 2. Per tant, el nombre de microestats per al sistema combinat és
{\displaystyle \Omega =\Omega _{1}(E_{1})\Omega _{2}(E_{2})=\Omega _{1}(E_{1})\Omega _{2}(E-E_{1}).\,}
Derivarem β del supòsit fonamental de la mecànica estadística:
Quan el sistema combinat arriba a l'equilibri, el nombre Ω es maximitza.
(En altres paraules, el sistema busca naturalment el nombre màxim de microestats). Per tant, a l'equilibri,
{\displaystyle {\frac {d}{dE_{1}}}\Omega =\Omega _{2}(E_{2}){\frac {d}{dE_{1}}}\Omega _{1}(E_{1})+\Omega _{1}(E_{1}){\frac {d}{dE_{2}}}\Omega _{2}(E_{2})\cdot {\frac {dE_{2}}{dE_{1}}}=0.}
Però E 1 + E 2 = E implica
{\displaystyle {\frac {dE_{2}}{dE_{1}}}=-1.}
Així que
{\displaystyle \Omega _{2}(E_{2}){\frac {d}{dE_{1}}}\Omega _{1}(E_{1})-\Omega _{1}(E_{1}){\frac {d}{dE_{2}}}\Omega _{2}(E_{2})=0}
és a dir
{\displaystyle {\frac {d}{dE_{1}}}\ln \Omega _{1}={\frac {d}{dE_{2}}}\ln \Omega _{2}\quad {\mbox{en equilibri.}}}
La relació anterior motiva una definició de β :
{\displaystyle \beta ={\frac {d\ln \Omega }{dE}}.}

## Connexió de vista estadística amb vista termodinàmica
Quan dos sistemes estan en equilibri, tenen la mateixa temperatura termodinàmica T. Així, intuïtivament, s'esperaria que β (tal com es defineix mitjançant microestats) estigués relacionat amb T d'alguna manera. Aquest enllaç el proporciona el supòsit fonamental de Boltzmann escrit com
{\displaystyle S=k_{\rm {B}}\ln \Omega ,}
on kB és la constant de Boltzmann, S és l'entropia termodinàmica clàssica i Ω és el nombre de microestats. Així que
{\displaystyle d\ln \Omega ={\frac {1}{k_{\rm {B}}}}dS.}
Substituint a la definició de β de la definició estadística anterior es dóna
{\displaystyle \beta ={\frac {1}{k_{\rm {B}}}}{\frac {dS}{dE}}.}
Comparació amb la fórmula termodinàmica
{\displaystyle {\frac {dS}{dE}}={\frac {1}{T}},}
tenim
{\displaystyle \beta ={\frac {1}{k_{\rm {B}}T}}={\frac {1}{\tau }}}

## Història
La beta termodinàmica es va introduir originalment el 1971 (com a Kältefunktion "Funció de fredor") d'Ingo Müller, un dels defensors de l'escola de pensament de la termodinàmica racional, basat en propostes anteriors per a una funció de "temperatura recíproca".